# Ökonomenstimme
Ökonomenstimme war eine deutschsprachige Internetplattform für Ökonomen, gegründet 2010 von der KOF Konjunkturforschungsstelle der ETH Zürich – «von Ökonomen für Ökonomen und alle, die sich für volkswirtschaftliche Themen, die Wirtschaft, interessieren». Sie soll «die Verbreitung ökonomischen Wissens fördern und Debatten beleben».
Ihre Initiatoren waren Richard Baldwin, Gebhard Kirchgässner und Jan-Egbert Sturm, die Gründungsmitglieder «eine Reihe namhafter Ökonomen» aus Deutschland, Österreich und der Schweiz, darunter Peter Bofinger, Hans-Werner Sinn, Dennis Snower, Beatrice Weder di Mauro oder Lars P. Feld. Hauptverantwortlicher und Herausgeber war David Iselin, der mit Jan-Egbert Sturm auch die Redaktion bildete.
Ökonomenstimme wollte zur Diskussion von volkswirtschaftlichen Fragen im deutschsprachigen Raum beitragen – mit Veröffentlichung ökonomischer Forschungsberichten und Analysen, oder Kommentaren zu ökonomischen und wirtschaftspolitischen Themen.
Die Medienpartner von Ökonomenstimme  – Handelsblatt, NZZ, Die Presse – konnten auf Ökonomenstimme publizierte Texte ohne weiteres veröffentlichen. Sie konnten die Texte auch vor Veröffentlichung exklusiv sichten. Im Gegenzug übernahm Ökonomenstimme auch Artikel der Medienpartner.
Partnerin und Vorbild von Ökonomenstimme war die englischsprachige Plattform Vox (voxeu.org). Weitere Partner waren die nationalen Varianten von Vox, wie die italienische LaVoce, französische Telos, niederländische Me Judice oder spanische Nada es Gratis. Im weiteren, u. a., die lateinamerikanische Vox LACEA (Latin American and Caribbean Economic Association), die japanische Hi-Stat Vox (gegründet von der japanischen Global COE Program Research Unit for Statistical Analysis in the Social Sciences).